# Fadisa
Fabricación de Automóviles Diésel, S.A. (Fadisa) fue una empresa española de automoción.

## Historia
La empresa se constituyó en 1956 en Madrid con el objeto de producir furgonetas bajo licencia Alfa Romeo bajo iniciativa de Nicolás Franco, hermano del general Francisco Franco. La fábrica se instaló en Ávila y el primer vehículo salió al mercado en 1959. La producción era escasísima, por lo que Alfa Romeo se decidió a aportar maquinaria por valor de 500.000 dólares.
Al principio montaban un motor diésel de dos tiempos de la propia Alfa Romeo, pero pronto se sustituyó por un diésel de Perkins más convencional. La gama no era muy amplia: un motor de gasolina, otro diésel y carrocerías de furgón, chasis-cabina y varios microbuses. Posteriormente se aplicaron mejoras que dieron lugar al modelo Fadisa Romeo 2. También se propuso la fabricación de automóviles de turismo Alfa Romeo bajo licencia, pero se rechazó la idea por resultar una competencia directa e innecesaria a la recién creada SEAT.
En 1965 se exportaba parte de la producción a Colombia. Llegó a hablarse incluso de producir turismos de la American Motors, pero finalmente no se llegó a un acuerdo. En 1967 fue absorbida por Motor Ibérica. Con leves retoques, la furgoneta Romeo 2 pasó a llamarse Ebro F100, y más tarde, en 1971, Ebro F108. Siguió en producción hasta 1976, cuando fue reemplazada por las Ebro serie F. 
Posteriormente, cuando Nissan Motor Ibérica adquirió el 100% del capital de su participada Ebro, S. A., en las instalaciones de Ávila se produjeron camiones ligeros o medios bajo la marca Nissan desde 1987 hasta el 22 de agosto de 2019, día en el que salió de la cadena de montaje la última unidad del camión Nissan NT400 Cabstar, terminando con más de medio de siglo de fabricación de camiones bajo distintas marcas. Desde septiembre de 2019, las instalaciones abulenses continúan operando, reconvertidas para la fabricación y suministro de piezas de recambio a la llamada Alianza, el conglomerado formado por Renault, Nissan y Mitsubishi. Se prevé que la reconversión industrial se encuentre totalmente finalizada para el año 2024, con una estimación de fabricación de unas 80.000 piezas de recambio.